# Fabian Herbers
Fabian Herbers (Ahaus, 17 agosto 1993) è un calciatore tedesco, centrocampista del CF Montréal.

## Caratteristiche tecniche
È una esterno destro.

## Statistiche

### Presenze e reti nei club
Statistiche aggiornate al 29 aprile 2018.
| Stagione        | Squadra            | Campionato      | Campionato | Campionato | Coppe nazionali | Coppe nazionali | Coppe nazionali | Coppe continentali | Coppe continentali | Coppe continentali | Altre coppe | Altre coppe | Altre coppe | Totale | Totale | Totale |
| Stagione        | Squadra            | Comp            | Pres       | Reti       | Comp            | Pres            | Reti            | Comp               | Pres               | Reti               | Comp        | Pres        | Reti        | Pres   | Reti   |        |
| --------------- | ------------------ | --------------- | ---------- | ---------- | --------------- | --------------- | --------------- | ------------------ | ------------------ | ------------------ | ----------- | ----------- | ----------- | ------ | ------ | ------ |
| 2016            | Bethlehem Steel    | USL             | 6          | 2          | USCup           | 0               | 0               |                    | -                  | -                  |             | -           | -           | 6      | 2      |        |
| 2017            | Bethlehem Steel    | USL             | 3          | 1          | USCup           | 0               | 0               |                    | -                  | -                  |             | -           | -           | 3      | 1      |        |
| 2018            | Bethlehem Steel    | USL             | 2          | 0          | USCup           | 0               | 0               |                    | -                  | -                  |             | -           | -           | 2      | 0      |        |
| 2016            | Philadelphia Union | MLS             | 33         | 3          | USCup           | 2               | 1               |                    | -                  | -                  |             | -           | -           | 33     | 3      |        |
| 2017            | Philadelphia Union | MLS             | 12         | 1          | USCup           | 0               | 0               |                    | -                  | -                  |             | -           | -           | 12     | 1      |        |
| 2018            | Philadelphia Union | MLS             | 3          | 0          | USCup           | 0               | 0               |                    | -                  | -                  |             | -           | -           | 3      | 0      |        |
| Totale carriera | Totale carriera    | Totale carriera | 59         | 7          |                 | 2               | 1               |                    | -                  | -                  |             | -           | -           | 61     | 8      |        |